# The Ice Age Adventures of Buck Wild
The Ice Age Adventures of Buck Wild  (La era de hielo: Las aventuras de Buck en Hispanoamérica; Ice Age: Las aventuras de Buck en España) es una película cómica animada estadounidense de 2022, dirigida por John C. Donkin (en su debut como director) y escrita por Jim Hecht, Ray DeLaurentis, y William Schifrin. Es un spin-off de la franquicia Ice Age, la cual también sirve como secuela indirecta. La película cuenta con las voces de Simon Pegg como Buck junto con Vincent Tong, Aaron Harris, Utkarsh Ambudkar, y Justina Machado. Producida por 20th Century Animation, y bajo Walt Disney Pictures, se lanzó como una película original de Disney+ el 28 de enero de 2022. La película recibió generalmente reseñas negativas de críticos.

## Argumento
Preocupada sobre sus hermanos zarigüeyas Crash y Eddie, la mamut Ellie les pide dialogar sobre sus acciones, sobre todo tras destruir con un alud el campamento de verano de Manny y la manada. Ellos, sin embargo, deciden mudarse y comenzar a ser independientes, sobre todo a raíz de un comentario de Manny, pero Ellie teme que no puedan sobrevivir por su cuenta más que haciéndose los muertos. En medio de su trayecto, Crash y Eddie terminan cayendo a la entrada al "Mundo Perdido", la tierra donde los dinosaurios sobreviven y donde llegaron en la tercera película. Tras meterse en problemas con dos Velociraptores, se encuentran con la comadreja Buck, quien les ayuda a escapar y le cuenta la historia de Orson, quien lidera a los velociraptores. Él es un Protoceratops parlante con un gran cerebro y que busca conquistar el Mundo Perdido tras huir del exilio, esto en venganza de las burlas que recibía por su gran cabeza. Buck intenta que Crash y Eddie vuelvan a casa, pero Orson ordena cubrir la entrada con una roca, y él se ve obligado a mantenerlos a salvo en su refugio.
En la guarida, Buck cuenta que alguna vez perteneció a un equipo que estableció el pozo para que los animales coexistan pacíficamente. Orson, por lo ocurrido, pensó que el fuerte debía dominar al débil y que él era el más fuerte por su gran cerebro. Luego de que intentara enfrentarlos, Orson acabó derrotado por el equipo de Buck y exiliado en la Isla de Lava. Sin embargo, logró escapar y utilizar el fuego para dominar a dos velociraptores. En eso, ellos encuentran la guarida, pero Zee, una zorrilla que fue parte del equipo de Buck, les salva por medio de su gas que los desmaya. Orson decide reclutar a más velociraptores, por lo que Buck y Zee, tensos debido a que cada uno culpa al otro del quiebre del equipo por su forma de pensar, deciden ir por ayuda.
La pandilla llega a la Laguna Perdida y convoca a la Mamá T-Rex (madre de los dinosaurios que Sid adoptó en la tercera película), quien está afectada por un dolor de muelas. Orson llega para atacarlos mientras que Buck cura a la T-Rex. En eso, al ver que sus divisiones traen más problemas, Buck y Zee se unen para derrotar a Orson. Así, Buck finge entregarse al dinosaurio para que sus amigos puedan huir. Durante el trayecto al Pozo, donde matarían a Buck, Zee se da cuenta de que Crash y Eddie pueden lanzar unas semillas por medio de unas pipas para distraer a los velociraptores. Así, ellos se preparan para rescatar a Buck. En medio de ello, Manny, Sid, Diego y Ellie están buscando a las zarigüeyas y llegan al mundo perdido. Sid encuentra a su amiga dinosaurio, y les dice que Crash y Eddie están en peligro. Zee, Crash y Eddie liberan a Buck y continúan su lucha. Orson, indispuesto a cambiar, está a punto de acabar con Buck cuando Crash y Eddie recuerdan que en el trayecto habían guardado a unas pequeñas iguanas que escupen fuego, de esa manera logran controlar a los velocirapotores y les ordenan a perseguir a Orson, que huye desesperado.
Ellie y los demás se disculpan con Crash y Eddie por dudar de ellos y les preguntan para volver a casa, pero ambos deciden quedarse en el Mundo Perdido. Ellie acepta y les deja quedarse, no sin antes hacerles prometer que vendrán a visitarlos seguidamente. Así, las zarigüeyas se quedan con Buck y Zee.

## Reparto
La mayoría del reparto de las películas originales fue cambiado en esta película:
- Simon Pegg como Buckminster "Buck" Wild, una comadreja tuerta y cazadora de dinosaurios.[2][3] Es el único personaje que mantiene su actor de doblaje.
- Vincent Tong y Aaron Harris como Crash y Eddie, respectivamente, son los hermanos zarigüeya de Ellie.[2][3] Eran originalmente doblados por Seann William Scott y Josh Peck en las películas anteriores.
- Utkarsh Ambudkar como Orson, un enano protoceratops con un cerebro gigante quien quiere venganza contra Buck.[2]
- Justina Machado como Zee, una zorilla que fue la única sobreviviente del equipo de Buck junto a él mismo.[2][4]
- Sean Kenin Elias-Reyes como Manny, un mamut que es el esposo de Ellie y el dirigente de la manada. Fue doblado por Ray Romano en las primeras cinco películas.[2][3]
- Jake Verde como Sid, un perezoso terrestre y el fundador de la manada. Fue doblado por John Leguizamo en las primeras cinco películas.[2][3]
- Skyler Stone como Diego, un tigre dientes de sable miembro de la manada. Fue doblado por Denis Leary en las primeras cinco películas.[2][3]
- Dominique Jennings como Ellie, una mamut que es la esposa de Manny y la hermana adoptiva de Crash y Eddie. Fue doblada por Queen Latifah en las películas anteriores.[2][3]

En el doblaje hispanoamericano, los personajes cuentan con las voces originales de Óscar Flores (Buck), José Antonio Macías (Crash), Moisés Iván Mora (Eddie), Jesús Ochoa (Manny), Carlos Espejel (Sid), Sebastián Llapur (Diego) y Angélica Vale (Ellie), siendo estos los mismos de las películas anteriores, además de las voces de Bruno Coronel como Orson y Karla Falcón como Zee.
Los personajes de Peaches (Morita en Hispanoamérica, Melocotón en España), Shira, la abuela de Sid, entre otros que aparecieron en las películas anteriores, no aparecen en esta cinta, pese a ambientarse después de la quinta entrega. Asimismo, es la primera película de la saga que no cuenta con la aparición de la ardilla Scrat, por una disputa legal de los derechos del personaje.

## Recepción
La película ha recibido críticas en su mayoría negativas, siendo de las menos valoradas junto con su antecesora, Ice Age: Collision Course. En el sitio web Rotten Tomatoes, el 17% de 35 críticos le dieron una reseña positiva, con un puntaje promedio de 3.7 sobre 10. En Metacritic, la película cuenta con un puntaje promedio de 30 sobre 100, indicando "críticas generalmente desfavorables".
Simon Pegg luego se burló de la película durante su aparición en los BAFTA 2021. El actor pronunció un discurso en el que aconsejó no reírse al hablar de terribles películas de desastres después de discutir No mires arriba diciendo: "Así que es mejor evitar reír y evitar terribles películas de desastres. Si quieres hacer eso, puedo recomendar una terrible película animada de desastres en la que presté mi voz y protagonicé y está en Disney+ y se llama "Ice Age: Las Aventuras de Buck". Por favor, no mires esta película en mi país. Probablemente deberías evitar esa película".